# Paulo Cavaco
Paulo Cavaco (Barreiro, 24 de Outubro de 1977) é um músico, compositor, produtor musical, técnico de som e sonoplasta português.

## Carreira
Cavaco começa a tocar piano aos 11 anos de idade. Estuda no Conservatório Regional de Setúbal e na Escola de Jazz do Barreiro. Com apenas 16 anos, entra no mundo do espetáculo, participando em vários recitais, bandas e acompanhando vários artistas. Com 18 anos é convidado a lecionar piano e formação musical numa escola de música particular, vindo aos 23 anos a criar a sua própria escola de música onde desenvolve parcerias com instituições de ensino criando e executando um método de ensino da música desenvolvido por si para crianças a partir dos dois anos de idade.   
Ainda com 18 anos entra no mundo da produção musical, fazendo arranjos e composições para vários artistas, assim como várias bandas sonoras para teatro, televisão e publicidade.
Esta experiência permite o contato com outros músicos e instrumentos pelos quais desenvolve interesse e aprende a tocar bateria, baixo elétrico, guitarra clássica, guitarra elétrica, acordeão, percussão, cavaquinho, melódica, harmónica e Hammond  como autodidata. Também adquire uma vasta experiência e conhecimento na área da produção musical e pós produção audio. 
Trabalha como músico/instrumentista ou produtor em vários projetos e artistas como Paulo de Carvalho, Claud, J.J. Jackson, Hands on Approach, Jorge Fernando, Chico Castillo (ex Gipsy Kings), Ana Free, Anamar, Mazgani, Donna Maria, Rio Lisboa, Um Corpo Estranho, entre outros.
Em 2011, cria a Cloud Noise (Criações e Produções Artísticas e Culturais), envolvendo-se também em áreas como a criação e produção de programas e conteúdos televisivos e multimédia.

### Produção musical
- Hino do Centenário dos Belenenses "Rapazes da Praia"  co-produtor: Miguel Majer [1]
- Los Cavakitos [2] [3]
- Roda Mágica, Cloud Noise 2014 [4]
- Rio Lisboa "Aqui e ali", Co-produtor: Bruno Fonseca, ASP2013 [5]
- Claud "Ministério do Amor", Co-produtor: Fernando Júdice, JBJ & Vice-Versa 2012 [6][7]
- Joana Melo "Dança do Centro", JBJ & Vice-Versa 2011
- Claud "Pensamento", JBJ & Vice-Versa 2010 [8]
- Claud “CONtradições”, Som Livre 2006 Co-produtor: Paulo de Carvalho [9]
- Alap “Thar”, MUSICart 2005 Co-produtor: Paulo Sousa [10]
- Filipe Lucas “Sol a Sol”, MUSICart 2008 (Produção) [11] [12]
- Cantaremos Adriano, 2007 (Homenagem a Adriano Correia de Oliveira : 25 anos após a sua morte) [13]
- Galas Honoris Sporting Clube de Portugal [14]

### Multi-instrumentista
- Claud
- Paulo de Carvalho
- J.J. Jackson [15]
- Hands on Approach
- Ana Free
- Mazgani [16]
- Um Corpo Estranho [17]
- Donna Maria [18]
- Anamar [19]
- Los Cavakitos
- X-Tense feat Los Cavakitos [20]
- Roda Mágica [21]
- Clark [22]
- Filipe Gonçalves [23]
- Joana Melo [24]
- Banda do Andarilho [25]
- Paulo Cavaco - Imprevisto Imaginário (piano/solo) [26]
- Cantaremos Adriano (tributo a Adriano Correia de Oliveira)
- 2000-2006 Alap (world music)
- Guardiões do Sub-Solo (hip-hop)
- Miguel Patrício (pop-rock independente)
- Claud canta José Afonso

### Compositor
- Mulheres (telenovela TVI, 2014)
- O Beijo do Escorpião (telenovela TVI, 2013/2014)
- Laços de Sangue (telenovela SIC, 2011)
- Joana Melo (Largo da Bela Fonte - JBJ, 2011) [27]
- Cidade Despida (Série RTP, 2010)
- Claud (Pensamento - JBJ, 2011)
- Claud (CONtradições-Som Livre)
- Rio Douro (Filme 3D- Presidência Portuguesa da UE)
- A boa alma de Setsuan (Projector - companhia de teatro)
- A Quinta da Confusão (Multicanal-Canal Panda)
- Panda Dicas (Multicanal-Canal Panda)
- Olha o Rei vai Nu; Cinderela (Era uma vez um conto-Vidisco)
- Noises Of (A tela - companhia de teatro)
- Apanhados na Cena(Projector -companhia de teatro)
- Bodas de Sangue(A tela - companhia de teatro)
- Adriana Mater (Projector - companhia de teatro)
- A Cumeada dos Montes (Projéctor - companhia de teatro) [28]
- O Medo e a Ira (Projéctor- companhia de teatro) [29]
- Ilha 10 (publicidade)
- Atum Tum Tunas (publicidade)
- Roda Mágica (Livro e Cd)  2014 [30]
- Raiz (Mundos, uma Cidade), 2014 [31]
- Rio Lisboa (Moça Morena), 2018 [32]
- Imprevisto Imaginário (2022) - primeiro álbum de originais[33]
- Cidade Imaginada - Reportagem da Antena 1 de José Guerreiro (Antena 1) Prémio de Jornalismo e Poder Autárquico [34] [35]

### Sonoplasta e Técnico de Som
- Los Cavakitos [36]
- Paulo Sousa “Sitar para o Anoitecer” ao vivo no CCB - 2008 [37]
- Melech Mechaya - 2008
- Filipe Lucas “Sol a Sol” - 2008
- Cantaremos Adriano - 2007
- Terra D´Água “A Terra dos Zeca” - 2007 [38]
- Jonhy T. “Identificação” - 2007
- Grupo Erva de Cheiro “Que viva o Zeca” - 2007
- Alap “Thar” – 2005
- Guiné Bissau – Esta terra é nossa, Episódio 5: vencer na diferença - 2018 - Prémio de Jornalismo Direitos Humanos & Integração na categoria de Rádio[39]
- Marco - 2022 - reportagem da Antena 1 nomeada para o 34.º Grande Prémio Internacional de Rádio da URTI.[40] [41]
- Brincar é uma coisa muito séria - reportagem da Antena 1 Prémio de Rádio "Os Direitos das Crianças em Noticia" [42] [43]